# Bělice (Neveklov)
Bělice (Duits: Bielitz of Bielitz in Böhmen) is een Tsjechische plaats in de gemeente Neveklov, regio Midden-Bohemen, en maakt deel uit van het district Benešov. Het dorp ligt op 5 kilometer afstand van Neveklov.
Bělice telt 116 inwoners (2021).

## Geschiedenis
De eerste schriftelijke vermelding van het dorp dateert van 1310.
Tijdens de Tweede Wereldoorlog was het dorp onderdeel van het SS-oefenterrein Benešov. Hierdoor moesten de inwoners op 1 april 1943 hun huizen noodgedwongen verlaten. Sinds 1945 is Bělice volledig ondergebracht bij het district Benešov. Tot 1980 was Bělice een zelfstandige gemeente.

## Verkeer en vervoer

### Autowegen
Er leidt een regionale weg naar het dorp.

### Spoorlijnen
Er is geen station in Bělice. Het dichtstbijzijnde station is in Bystřice, op zo'n achttien kilometer afstand. Dat station ligt aan spoorlijn 220 van Praag naar Tábor.

### Buslijnen
Er zijn twee bushaltes in/bij het dorp:
| Halte                     | Lijn(en) | Traject(en)      | Vervoerder(s) |
| ------------------------- | -------- | ---------------- | ------------- |
| Neveklov, Bělice          | 755      | Benešov - Rabyně | CŠAD Benešov  |
| Neveklov, Bělice, Rozchod | 755      | Benešov - Rabyně | CŠAD Benešov  |

## Bezienswaardigheden
- Maria Magdalenakerk

## Galerij

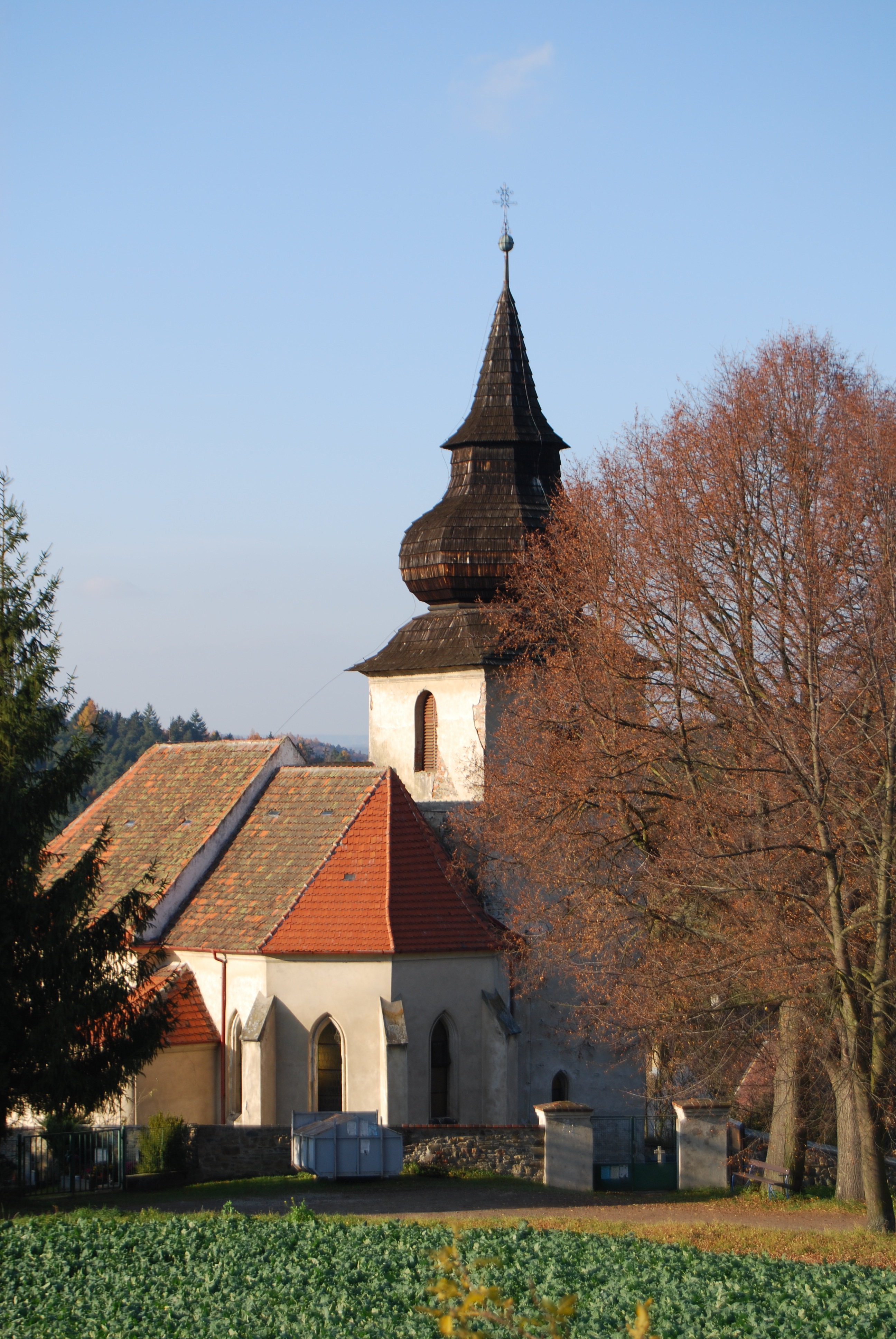
Maria Magdalenakerk (2012)
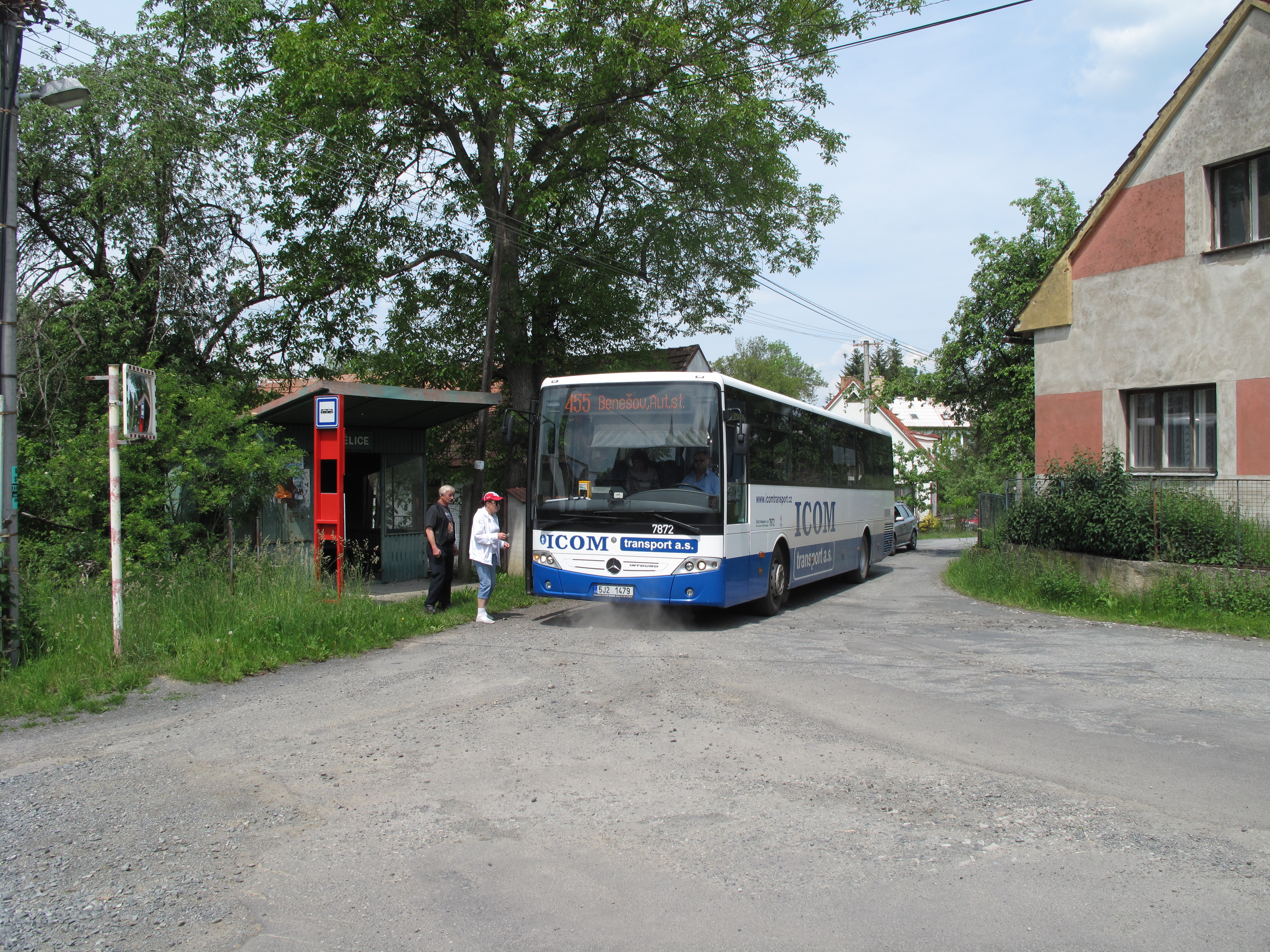
Bus in het dorp (2019)